# Calopogon pallidus
Calopogon pallidus är en orkidéart som beskrevs av Alvin Wentworth Chapman. Calopogon pallidus ingår i släktet Calopogon och familjen orkidéer. Inga underarter finns listade i Catalogue of Life.